# In the Pines (альбом)
In the Pines — четвёртый студийный альбом австралийской инди-рок-группы The Triffids из Перта. Он был выпущен в августе 1986 года лейблом Mushroom Records и достиг 69-го места в австралийских чартах альбомов.

## История
Альбом был спродюсирован Bruce Callaway и David McComb, записан в сарае для шерсти на отдалённой ферме в Западной Австралии, принадлежащей родителям МакКомбов, на восьмидорожечном магнитофоне общей стоимостью 1190 долларов; в примечаниях к альбому указано, что 340 долларов из этой суммы были потрачены на алкоголь (пиво, вино и водку), что превышает 310 долларов, потраченных на еду, 300 долларов на аренду звукозаписывающего оборудования и 240 долларов на бензин.
Элси Макдональд далее отметила: «У Дэйва долгое время была идея сделать что-то в очень простой обстановке, с очень простым оборудованием. Например, The Basement Tapes или Music from Big Pink, где, перенося себя в это уникальное место, создаётся особый звук. Для нас, остальных, не имело бы значения, продолжили бы мы запись в Лондоне или Сиднее».

## Отзывы
| Оценки критиков               | Оценки критиков |
| Источник                      | Оценка          |
| ----------------------------- | --------------- |
| Allmusic                      | [ 4 ]           |
| Encyclopedia of Popular Music | [ 5 ]           |
| Gigwise                       | [ 6 ]           |
| The Great Rock Discography    | 8/10            |
| Ox-Fanzine                    | 9/10            |
| Popmatters                    | 8/10            |
| Record Collector              | [ 10 ]          |

Альбом получил положительные отзывы музыкальной критики и интернет-изданий.
AllMusic пишет: «Лёгкая, коллективная атмосфера этой пластинки прекрасно отражает суть фолк- и кантри-рока группы Triffids и подчёркивает музыкальный и лирический талант фронтмена Дэвида Маккомба в передаче изолированных ментальных и физических ландшафтов Западной Австралии».
Мэт Сноу утверждает, что это, «вероятно, лучший австралийский альбом в стиле кантри и вестерн, когда-либо созданный, хотя конкуренция вряд ли будет серьёзной».

## Список композиций
Все песни написаны David McComb, кроме указанных.

### Оригинальное издание
1. «Suntrapper» — 2:18
2. «In the Pines» — 2:35
3. «Kathy Knows» — 3:45
4. «25 To 5» — 1:06
5. «Do You Want Me Near You?» (Allan MacDonald[13]) — 3:41
6. «Once a Day» (Bill Anderson[13]) — 4:01
7. «Just Might Fade Away» — 2:59
8. «Better Off This Way» — 2:51
9. «Only One Life» — 1:30
10. «Keep Your Eyes on the Hole» — 2:14
11. «One Soul Less on Your Fiery List» — 4:18
12. «Born Sandy Devotional (Edit)» — 1:28
13. «Love and Affection» — 1:42

### Ремастерированное переиздание
1. «Suntrapper» — 2:34
2. «In the Pines» — 2:41
3. «Kathy Knows» — 4:01
4. «25 to 5» — 1:06
5. «Only One Life» — 1:39
6. «Do You Want Me Near You?» (Allan MacDonald[13]) — 3:32
7. «Trick of the Light» (David McComb, Graham Lee[13])- 3:59
8. «Once a Day» (Bill Anderson[13]) — 4:09
9. «She’s Sure The Girl I Love» (Barry Mann, Cynthia Weil[13]) — 2:24
10. «Jerdacuttup Man» (David McComb, James Paterson[13]) — 4:51
11. «Just Might Fade Away» — 3:10
12. «Better off This Way» — 2:59
13. «Keep Your Eyes on the Hole» — 2:21
14. «Blinder by The Hour» — 2:59
15. «Wish to See No More» — 2:41
16. «One Soul Less on Your Fiery List» — 4:42
17. «Born Sandy Devotional» — 3:54
18. «Love and Affection» — 1:58